# Festival du cinéma grec 1982
Le Festival du cinéma grec de 1982 fut la 23e édition du Festival international du film de Thessalonique. Elle se tint du 4 au 10 octobre 1982.
Il s'agit du premier festival « nouvelle version », dépendant du ministère de la Culture (de Melina Mercouri) et non plus du ministère de l'Industrie. De même, les récompenses en argent ont disparu.

## Palmarès
- Angelos : meilleur film, meilleur acteur, meilleur scénario et meilleur film pour l'Union panhellénique des critiques de cinéma (PEKK)
- Rosa : meilleur réalisateur, meilleure actrice, meilleure photographie, prix spécial pour la musique
- Balamos : prix spécial (réalisation) et meilleur film pour l'Union panhellénique des critiques de cinéma (PEKK)
- Le Visage heureux de Leonora : meilleur jeune réalisateur
- Stigma : meilleure actrice
- L'Affrontement : meilleur film pour l'Union panhellénique des critiques de cinéma (PEKK)
- Repos : meilleur film pour l'Union panhellénique des critiques de cinéma (PEKK)